# باشگاه فوتبال ویتونگو
باشگاه فوتبال ویتونگو یک باشگاه فوتبال از تونگا است که در حال حاضر در لیگ برتر تونگا، بالاترین سطح مسابقات فوتبال در تونگا بازی می‌کند.
در سال ۲۰۱۶ این تیم به مرحله مقدماتی لیگ قهرمانان اقیانوسیه رسید، اما در هر سه مسابقه مقدماتی شکست خورد. آنها دوباره در سال ۲۰۱۷ به مرحله مقدماتی رسیدند، اما پس از تساوی با لوپه اوله سواگا نتوانستند واجد شرایط شوند. این تیم چندین بار دیگر در تلاش صعود از مرحله مقدماتی بود اما تا به حال موفق به انجام این کار نشده است.

## افتخارات
- لیگ برتر تونگا: ۹ قهرمانی
- چلنج کاپ تونگا: ۱ قهرمانی[۵]